# Roberto Soffritti
Roberto Soffritti (Ferrara, 11 ottobre 1941) è un politico italiano.

## Biografia
Nato a Ferrara l'11 ottobre 1941, era figlio di Antenore Soffritti, impegnato nella Resistenza al nazifascismo, che fu tra le vittime dell'eccidio del Doro, la strage nazista avvenuta a Ferrara il 17 novembre 1944.
Iscritto al Partito Comunista Italiano dal 1960, inizia nel Comune di Ferrara nel 1961 la carriera nella pubblica amministrazione. Nel 1970, dopo la nascita delle Regioni e il riassetto degli Enti locali, Soffritti diventa dirigente alla Regione Emilia-Romagna, prima nel settore Attività Produttive e poi nell'area della Formazione professionale: contemporaneamente, completa gli studi all'Università di Bologna laureandosi in Economia e Commercio.
Nel 1975 diventa assessore agli Affari generali del Comune di Ferrara nella seconda legislatura guidata da Radames Costa, figlio del partigiano Ugo Costa e già dirigente sindacale della CGIL. Soffritti riceve la delega a Bilancio e Finanze nell'amministrazione successiva di Claudio Vecchi, protagonista nella lotta per la Liberazione e responsabile di vari incarichi sindacali prima di diventare sindaco.

### Sindaco di Ferrara
Roberto Soffritti diventa sindaco di Ferrara nel 1983, quando Claudio Vecchi lascia la carica di primo cittadino per diventare senatore. Soffritti ricopre il ruolo di sindaco fino al 1999, passando dal PCI al PDS e infine ai DS: sono anni diretti a far riscoprire Ferrara come città di cultura, attenta all'ambiente e ad aprire il dialogo tra il PCI e le forze produttive ed economiche per realizzare un "Patto per lo sviluppo" secondo gli effetti dei Decreti Stemmati.
Dal 1986 lo Stato concorre, infatti, al finanziamento dei bilanci comunali in modo articolato, prevedendo anche un fondo sviluppo investimenti. Nasce così una dinamica di strategie operative per recuperare le distanze dalle altre province della Via Emilia. I primi investimenti sono diretti all'efficienza del ciclo integrato dell'acqua e a garantire la continuità del servizio idrico, intervenendo nello stabilimento di potabilizzazione del Po di Pontelagoscuro: di particolare interesse sono i criteri di depurazione "naturale" applicati nei pre-trattamenti, in cui viene sistematicamente evitato l'uso di composti chimici ossidanti.
L'opportunità di ridurre le emissioni inquinanti dovute agli impianti di riscaldamento domestico porta a realizzare il "Progetto Geotermia", che utilizza il bacino geotermico di Casaglia per il riscaldamento degli edifici e per il fabbisogno energetico di un'importante parte dell'area urbana. La realizzazione del Parco urbano a Nord della città e la ristrutturazione delle Mura rinascimentali, per circa 9 chilometri perimetro del centro storico, avviano i progetti per rilanciare il prestigio culturale del territorio, che valorizzano l'esperienza di Palazzo dei Diamanti e il Teatro Comunale, riaperto dopo un accurato intervento di restauro.
Nella fortunata collaborazione con il Maestro Claudio Abbado e l'associazione Ferrara Musica, il Teatro Comunale viene eletto sede stabile dal 1989 della Chamber Orchestra of Europe e dal 1998 della Mahler Chamber Orchestra. “Ferrara Musica” realizza centinaia di concerti, come il primo e unico concerto dei Berliner Philharmoniker in Italia dopo vent'anni d'assenza, e tutte le tournée italiane dei Berliner con Claudio Abbado, dal 1993 al 2002.
Ferrara, nel 1992, entra nel circuito delle grandi mostre internazionali con la rassegna al Palazzo dei Diamanti "Claude Monet e i suoi amici. La collezione Monet da Giverny al Marmottan" (a cura di Andrea Buzzoni) . L'evento, aperto da uno scambio culturale con le opere di Giovanni Boldini, dà un forte impulso alla costruzione nella città di nuove strutture alberghiere. Nel 1995, quando Roberto Soffritti è sindaco per il suo ultimo mandato quinquennale, Ferrara ottiene l'iscrizione nella lista del patrimonio mondiale UNESCO come “mirabile esempio di Città del Rinascimento”: il riconoscimento è esteso al suo Delta del Po.

### Presidente delle Ferrovie Emilia-Romagna e poi l'elezione alla Camera dei deputati
Lasciata l'amministrazione comunale nel 1999, Soffritti assume l'incarico di presidente delle Ferrovie Emilia-Romagna fino al 2006, quando è eletto alla Camera dei deputati nelle liste del Partito dei Comunisti Italiani (PdCI), partito al quale aveva aderito alla fine del 2001 dopo aver lasciato i DS. Nel PdCI è da subito nella segreteria nazionale come responsabile culturale e poi come tesoriere.
L'esperienza in Ferrovie Emilia-Romagna lo porta nella Commissione Trasporti: Soffritti ricopre l'incarico fino alla caduta del Governo Prodi II nell'aprile 2008. Ricandidato alla Camera nello stesso anno come capolista in Emilia-Romagna de La Sinistra l'Arcobaleno, la lista non raggiunge il quorum e di conseguenza la sua rielezione non avrà luogo.

### Presidente del Consiglio di Amministrazione di Metronapoli
L'esperienza in FER e nella Commissione Trasporti della Camera dei deputati è confermata nel giugno 2010 con la nomina a presidente del consiglio d'amministrazione di Metronapoli, la società del Comune di Napoli che gestisce il trasporto pubblico locale su ferro. Dal 2011, Soffritti è dirigente nazionale della Federazione della Sinistra.

### Elezioni politiche 2013
Alle elezioni politiche del 2013 Roberto Soffritti è candidato alla Camera dei deputati nella lista Rivoluzione Civile di Antonio Ingroia in Veneto, Liguria e Calabria: «La nostra storia – spiega – è nel PCI, non nell'alleanza con Monti. Ho assunto questo impegno a fianco di Antonio Ingroia, per lanciare l'alternativa a Monti e spostare a Sinistra l'azione del futuro governo». Il modesto risultato elettorale ottenuto dalla lista non ne consente la rielezione.

### Il passaggio dal PdCI a SEL
il 9 febbraio 2014 Soffritti si dimette da tesoriere nazionale del PdCI. Un anno dopo lascia anche il partito per approdare a Sinistra Ecologia Libertà.